# Circo glaciar

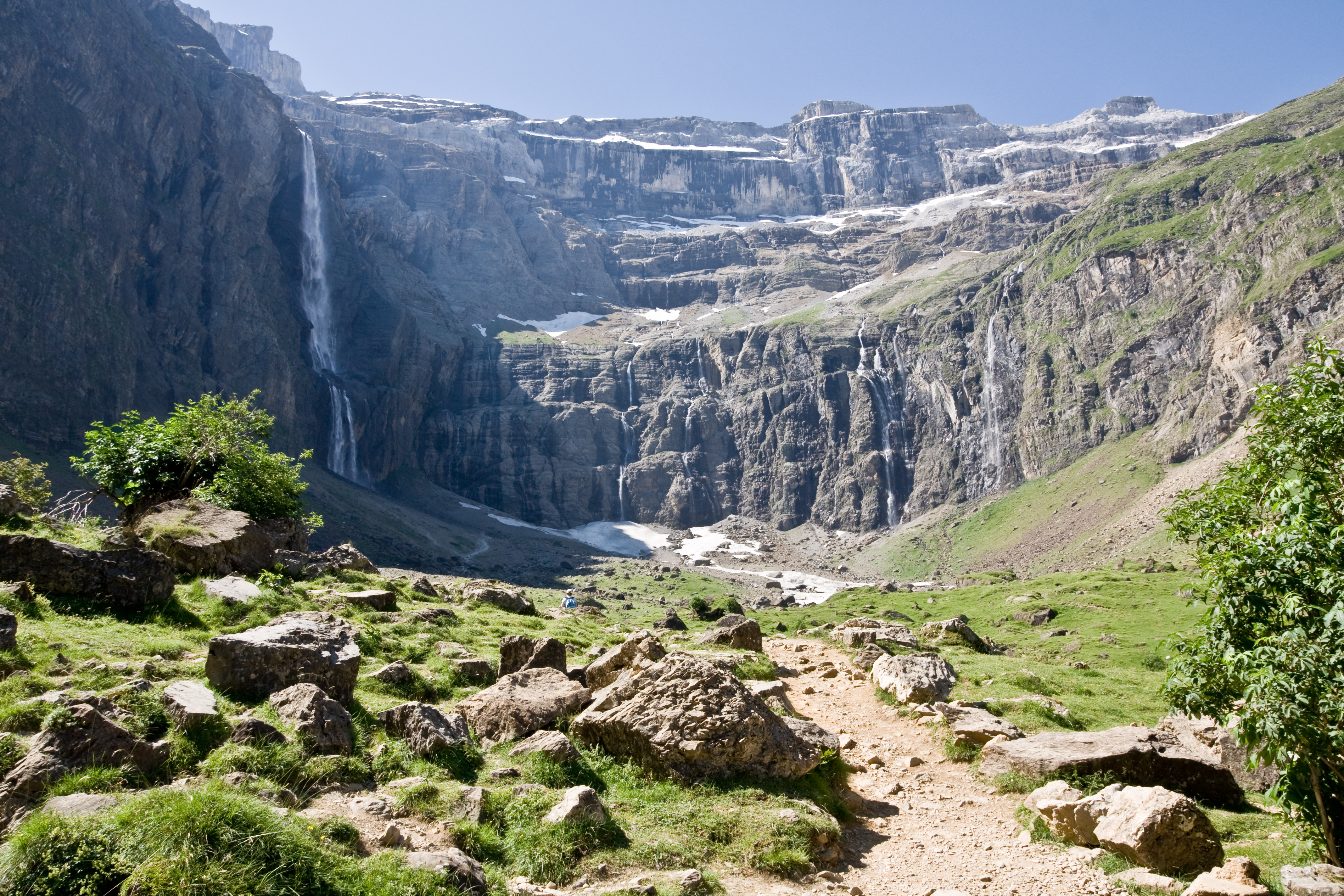
Circo de Gavarnie en el macizo de Monte Perdido (Pirineos).

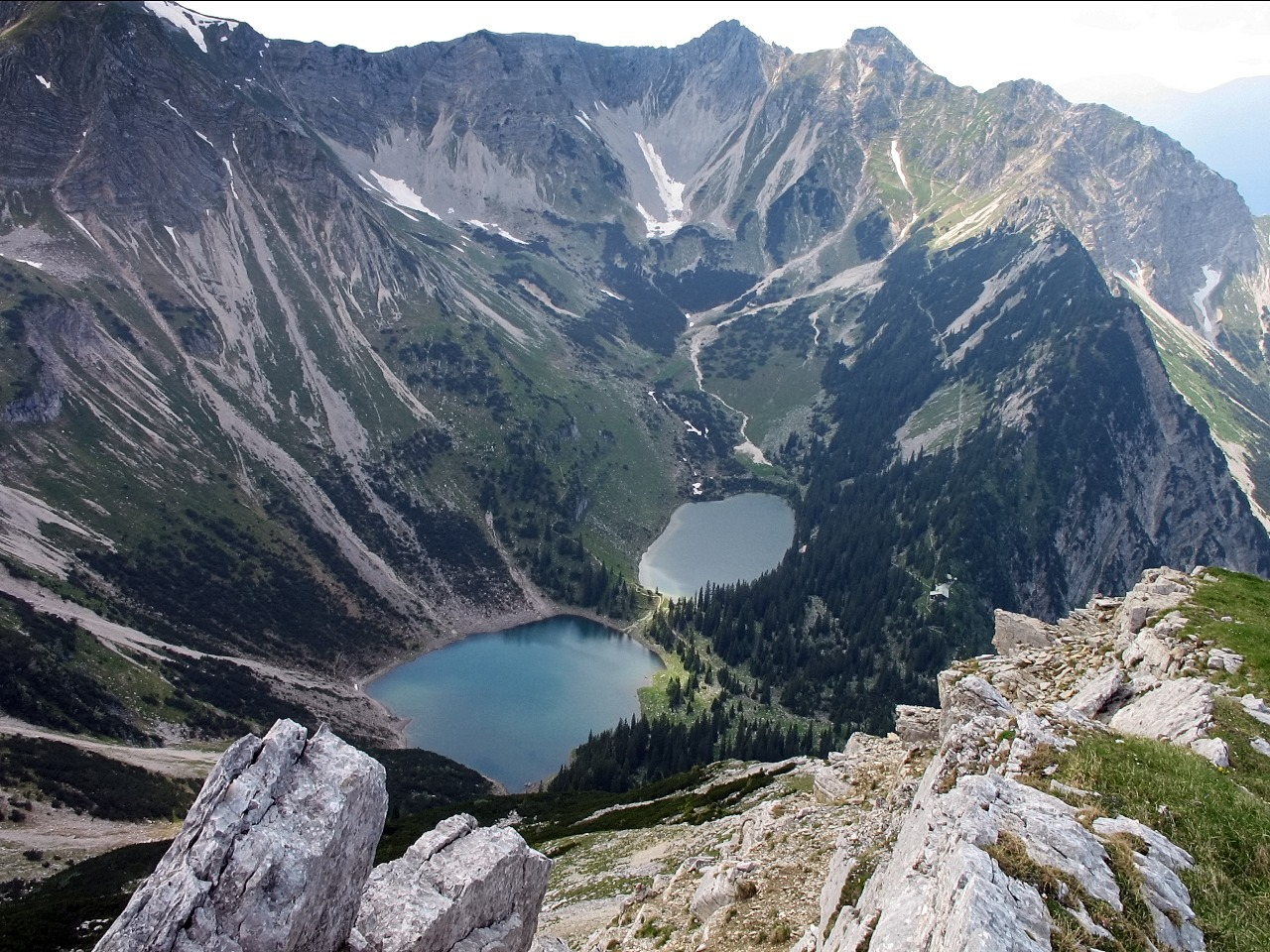
Los Soiernseen, dos lagunas glaciares situadas en los Montes del Karwendel (Alemania).

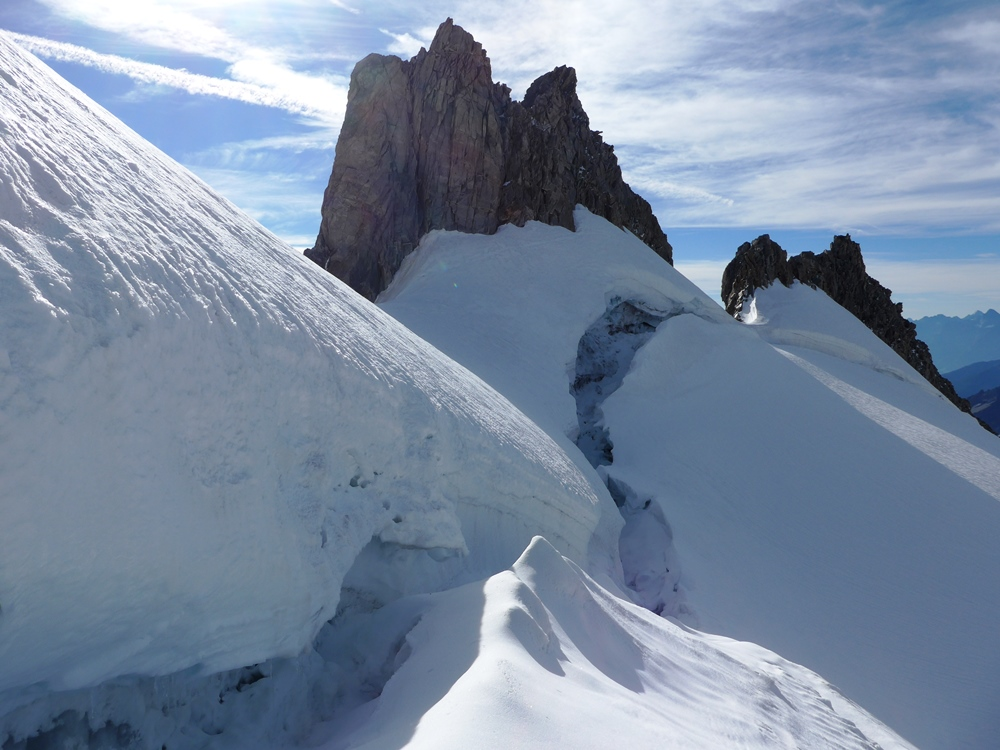
Rimaya abierta en verano en uno de los glaciares del Mont Dolent en los Alpes del Mont Blanc.

Un circo glaciar es una depresión en forma de anfiteatro producida por la erosión glaciar en las paredes montañosas o en el nacimiento de los valles. Corresponde a la zona de acumulación o de alimentación del glaciar donde la masa de nieve comprimida se mueve por deslizamiento y de esta manera forma, por la abrasión, una concavidad rocosa circular o semicircular. Cuando el glaciar ha desaparecido, el circo puede estar ocupado por una o más lagunas glaciares.
En el caso de un glaciar de valle, el circo glaciar se sitúa en su cabecera, punto de partida del río glaciar. Los circos pueden tener forma de silla o de anfiteatro, y tienen flancos abruptos o casi verticales rodeados de cimas.

## Características
Aunque exista una gran variedad de circos glaciares, se caracterizan por ciertos rasgos morfológicos que permite distinguirlos de las cuencas de recepción de los torrentes de montaña:
- Sus paredes superiores, situadas por encima de la rimaya del antiguo glaciar, no fueron limadas por la abrasión glaciar y tienen pendientes pronunciadas con una superficie irregular debido a la caída de los bloques de hielo adheridos a la roca.
- El fondo del circo tiene una pendiente muy inferior a sus paredes. Muestra rocas aborregadas erosionadas por el hielo y a veces cordones morrénicos paralelos en el sentido de la pendiente. Puede tener forma de cuenca o ser horizontal y tener una o varias lagunas glaciares.
- En los circos en anfiteatros, el corte transversal muestra una sección en forma de U o artesa cuyas laderas tienen una altura inferior al ancho de la cuenca.
- Por debajo del umbral (borde inferior) del circo la pendiente se acentúa marcando el inicio del valle glaciar (antigua lengua glaciar).
- Predominan en las laderas o vertientes de las cordilleras orientadas hacia el norte (en el hemisferio norte) por la sencilla razón de la escasa insolación que reciben especialmente en el verano. Por la misma razón, las laderas orientadas al sur, suelen conservar muy poco o ningún hielo, no  solo por la mayor cantidad de insolación en el verano sino porque esas laderas son de solana lo cual contribuye a derretir el hielo por las altas temperaturas del suelo rocoso. Más aún, en las vertientes orientadas hacia el sur, los circos glaciares son muy escasos o inexistentes.[cita requerida]

### Importancia de la rimaya
La rimaya es una grieta horizontal en el hielo de los flancos del circo glaciar que separa el hielo fijo adherido a las rocas de la montaña del hielo en movimiento del glaciar propiamente dicho, situado justo debajo. A principios del verano, la rimaya se abre y deja expuesta la roca situada a su altura a los cambios diurnos de temperatura y a sus repetidos ciclos de hielo-deshielo. Bajo la acción de la escarcha, la roca se va desintegrando y provoca el desprendimiento de las rocas superiores dándoles así sus formas recortadas irregulares y casi verticales. Dado que los glaciares nacen por encima del límite inferior de las nieves permanentes, el estudio de las formaciones que rodean los antiguos circos aporta informaciones sobre los límites de las nieves en el pasado y sobre el cambio climático.